# Кримінологічна асоціація України
Громадська організація, що об’єднує кримінологів та інших фахівців, чия професійна діяльність пов’язана з вивченням причин та умов злочинності, протидії та запобігання їй. 

## Створення
Асоціація утворена за ініціативою вчених Університету внутрішніх справ та за підтримки МВС України. Установча конференція відбулася 26 травня 1998 у Києві. До складу правління Кримінологічної асоціації України увійшли О. М. Бандурка, І. М. Даньшин, А. П. Закалюк, А. Ф. Зелінський, С. В. Ківалов, Я. Ю. Кондратьєв, О. М. Литвак та І. К. Туркевич. Президентом обрано Міністра внутрішніх справ України Ю. Ф. Кравченка.
24 лютого 2010 року в Харківському національному  університеті  внутрішніх справ відбулись загальні збори Кримінологічної асоціації України. Відповідно до порядку денного було розглянуто низку організаційних питань, зокрема про статутні положення Асоціації та її новітні завдання, про криміногенну ситуацію в Україні та розробку пропозицій до Плану заходів Кримінологічної асоціації України на найближчі роки. Крім того, відбулось формування керівних органів Асоціації: її президентом обрано О. М. Бандурку; віце-президентами обрано О. М. Литвака та Є. Л. Стрельцова; членами правління обрано К. Б. Левченко, О. М. Джужу, Т. А. Денисову. Секретарем Асоціації призначено О. М. Литвинова. 

## Діяльність
Основними завдання Кримінологічної асоціації України є: 
- сприяння дальшому розвитку вітчизн. кримінології, підвищенню теоретичного рівня і методологічної обґрунтованості кримінологічних досліджень та використанню досягнень науки у протидії та запобіганні злочинам;
- кримінологічного прогнозування стану злочинності, у тому числі латентної;
- участь у розробці нормативних актів, спрямованих на підвищення державного і суспільного контролю над злочинністю, а також проведення кримінологічної експертизи законопроєктів.

Асоціація бере активну участь у проведенні науково-практичних конференцій, семінарів круглих столів, підготовці наукових видань. Першочергова увага приділяється розробці наукових обґрунтованих програм запобігання злочинності. Асоціація підтримує молодих учених, забезпечує висвітлення результатів їх наук. досліджень у відповідних публікаціях.
Кримінологічна асоціація України розвиває відносини із спорідненими зарубіжними громадськими організаціями, приділяє увагу вивченню світового досвіду контролю над злочинністю. Угоди про співробітництво укладені з Російською кримінологічною асоціацією та Незалежною кримінологічною асоціацією Республіки Молдови.
Статут Кримінологічної асоціації України передбачає індивідуальне і колективне членство. Індивідуальні та колективні члени Асоціації можуть об’єднуватися у регіональні відділення за територіальним принципом, за місцем роботи, проживання або навчання членів Асоціації.
Вищим органом Кримінологічної асоціації України є загальні збори, які скликаються не менш як раз на два роки. Вони обирають правління, президента та двох віце-президентів Асоціації.

## Видання
Загальними зборами Асоціації також прийнято рішення про заснування власного друкованого органу «Вісник Кримінологічної асоціації України». Починаючи з травня 2012 року збірник наукових праць «Вісник Кримінологічної  асоціації України» видається з метою наукового забезпечення практичної діяльності органів внутрішніх справ, сприяння реалізації правоохоронним  органами державної політики у сфері протидії злочинності, налагодження творчих зв’язків з міжнародними кримінологічними організаціями та вивчення досвіду їх роботи, здійснення кримінологічного прогнозування, а також розвитку вітчизняної кримінології.  
Основними завданнями видання є: 
- прилюднення основних результатів наук. досліджень у галузі кримінальної юстиції, що провадяться ад’юнктами, здобувачами, науково-педагогічним складом Харківського національного університету внутрішніх справ, а також представниками інших навчальних закладів, установ та організацій;
- надання можливості науковцям публікувати результати власних досліджень у вигляді наук. статей згідно з вимогами Міністерства освіти і науки України, впроваджувати наукові розробки у практичну діяльність правоохоронних органів;
- узагальнення досвіду вирішення проблем боротьби зі злочинністю;
- висвітлення теоретичних і практичних проблем кримінального права та кримінології у світлі реформування кримінальної юстиції;
- удосконалення національного кримінального законодавства, правове регулювання, інформаційно-аналітичного та організаційно-управлінського  забезпечення протидії злочинності в Україні;
- сприяння формуванню в Україні системи кримінологічного моніторингу як постійно діючого інструменту збирання та узагальнення кримінологічної інформації тощо.

Статті збірника висвітлюють широке коло наукових кримінологічних  та кримінально-правових питань, актуальних проблем боротьби зі злочинністю, вдосконалення національного кримінального законодавства, правове регулювання, інформаційно-аналітичного  та організаційно-управлінського забезпечення протидії злочинності в Україні тощо.
Зважаючи на важливість поставлених завдань і функцій організації, яка офіційно зареєстрована і покликана сприяти розвитку і поширенню кримінологічних знань, їх пропаганді серед населення, використанню досягнень науки у справі протидії злочинності та запобігання злочинам, Кримінологічна асоціація України завжди готова до співпраці з усіма офіційними установами та громадськими організаціями, яким близькі кримінологічні проблеми.